# Indukcja embrionalna
Indukcja embrionalna – zjawisko zachodzące podczas rozwoju zarodka strunowców, którego określone części (organizatory zarodka) warunkują rozwój sąsiednich komórek lub tkanek w konkretne narządy.